# Dactylolabis adventitia
Dactylolabis adventitia là một loài ruồi trong họ Limoniidae. Chúng phân bố ở miền Tân bắc.